# Джон Сміт (борець)
Джон Сміт (англ. John Smith; нар. 9 серпня 1966, Дель-Сіті, штат Оклахома, США) — американський борець вільного стилю, чотириразовий чемпіон світу, дворазовий Панамериканський чемпіон, дворазовий чемпіон Панамериканських ігор, володар та срібний призер Кубків світу, дворазовий чемпіон Ігор доброї волі, дворазовий чемпіон Олімпійських ігор. Найтитулованіший американський борець вільного стилю. Включений до Всесвітньої Зали слави Міжнародної федерації об'єднаних стилів боротьби (FILA).

## Життєпис
Боротьбою почав займатися з 1971 року. У 1983 році став срібним призером чемпіонату світу серед кадетів. У 1984 році здобув перемогу на Кубку світу серед молоді. 1985 році на чемпіонаті світу з боротьби серед молоді став бронзовим призером.
Сміт, троє братів якого були успішними борцями, виступав за Університет штату Оклахома, вигравши титул Національної колегіальної атлетичної асоціації у 1987 та 1988 роках. Він виграв також п'ять національних титулів США (1986, 1988–91). На Олімпіаді 1988 року в Сеулі, Південна Корея, Сміт — незважаючи на зламаний ніс і абсцес вуха — переміг у фіналі радянського борця Степана Саркісяна та здобув перше олімпійське золото. На Іграх 1992 року в Барселоні Сміт завоював друге золото Олімпіади, перемігши у фіналі іранця Аскарі Мохаммадьяна.
Сміт отримав Приз Джеймса Саллівана як «Найвидатніший спортсмен-любитель у США» 1990 року.
Виступав за борцівський клуб «Sunkist Kids» зі Скоттсдейла — передмістя Фінікса. Тренер — Лі Рой Сміт, старший брат Джона.
Після завершення кар'єри спортсмени він тренував борців у штаті Оклахома.

## Спортивні результати на міжнародних змаганнях

### Виступи на Олімпіадах
| Змагання                    | Збірна | Вагова категорія          | Місце  |
| --------------------------- | ------ | ------------------------- | ------ |
| Літні Олімпійські ігри 1988 | США    | вільна боротьба, до 62 кг | Золото |
| Літні Олімпійські ігри 1992 | США    | вільна боротьба, до 62 кг | Золото |

### Виступи на Чемпіонатах світу
| Змагання                        | Збірна | Вагова категорія          | Місце  |
| ------------------------------- | ------ | ------------------------- | ------ |
| Чемпіонат світу з боротьби 1987 | США    | вільна боротьба, до 62 кг | Золото |
| Чемпіонат світу з боротьби 1989 | США    | вільна боротьба, до 62 кг | Золото |
| Чемпіонат світу з боротьби 1990 | США    | вільна боротьба, до 62 кг | Золото |
| Чемпіонат світу з боротьби 1991 | США    | вільна боротьба, до 62 кг | Золото |

### Виступи на Панамериканських чемпіонатах
| Змагання                                   | Збірна | Вагова категорія          | Місце  |
| ------------------------------------------ | ------ | ------------------------- | ------ |
| Панамериканський чемпіонат з боротьби 1987 | США    | вільна боротьба, до 62 кг | Золото |
| Панамериканський чемпіонат з боротьби 1991 | США    | вільна боротьба, до 62 кг | Золото |

### Виступи на Панамериканських іграх
| Змагання                  | Збірна | Вагова категорія          | Місце  |
| ------------------------- | ------ | ------------------------- | ------ |
| Панамериканські ігри 1987 | США    | вільна боротьба, до 62 кг | Золото |
| Панамериканські ігри 1991 | США    | вільна боротьба, до 62 кг | Золото |

### Виступи на Кубках світу
| Змагання                    | Збірна | Вагова категорія          | Місце  |
| --------------------------- | ------ | ------------------------- | ------ |
| Кубок світу з боротьби 1989 | США    | вільна боротьба, до 62 кг | Срібло |
| Кубок світу з боротьби 1991 | США    | вільна боротьба, до 62 кг | Золото |

### Виступи на інших змаганнях
| Змагання                                  | Збірна | Вагова категорія          | Місце  |
| ----------------------------------------- | ------ | ------------------------- | ------ |
| Ігри доброї волі 1986                     | США    | вільна боротьба, до 62 кг | Золото |
| Великі майстри олімпійської боротьби 1990 | США    | вільна боротьба, до 62 кг | Золото |
| Ігри доброї волі 1990                     | США    | вільна боротьба, до 62 кг | Золото |

### Виступи на змаганнях молодших вікових груп
| Змагання                                      | Збірна | Вагова категорія          | Місце  |
| --------------------------------------------- | ------ | ------------------------- | ------ |
| Чемпіонат світу з боротьби серед юніорів 1983 | США    | вільна боротьба, до 60 кг | Срібло |
| Кубок світу з боротьби серед молоді 1984      | США    | вільна боротьба, до 57 кг | Золото |
| Чемпіонат світу з боротьби серед молоді 1985  | США    | вільна боротьба, до 62 кг | Бронза |